# E265 (trasa europejska)
Trasa europejska E265 – droga klasy B (łącznikowa) w ramach sieci tras europejskich. Znajduje się na obszarze Estonii i Szwecji, łącząc Tallinn z Paldiski i, poprzez przeprawę promową, Kappelskär. Ma 348 km długości. Została wprowadzona w 2008 roku.